# Eschscholzia caespitosa
Eschscholzia caespitosa là một loài thực vật có hoa trong họ Anh túc. Loài này được Benth. mô tả khoa học đầu tiên năm 1835.

## Hình ảnh

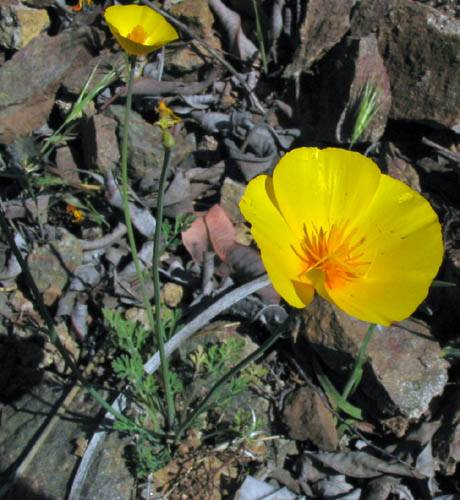
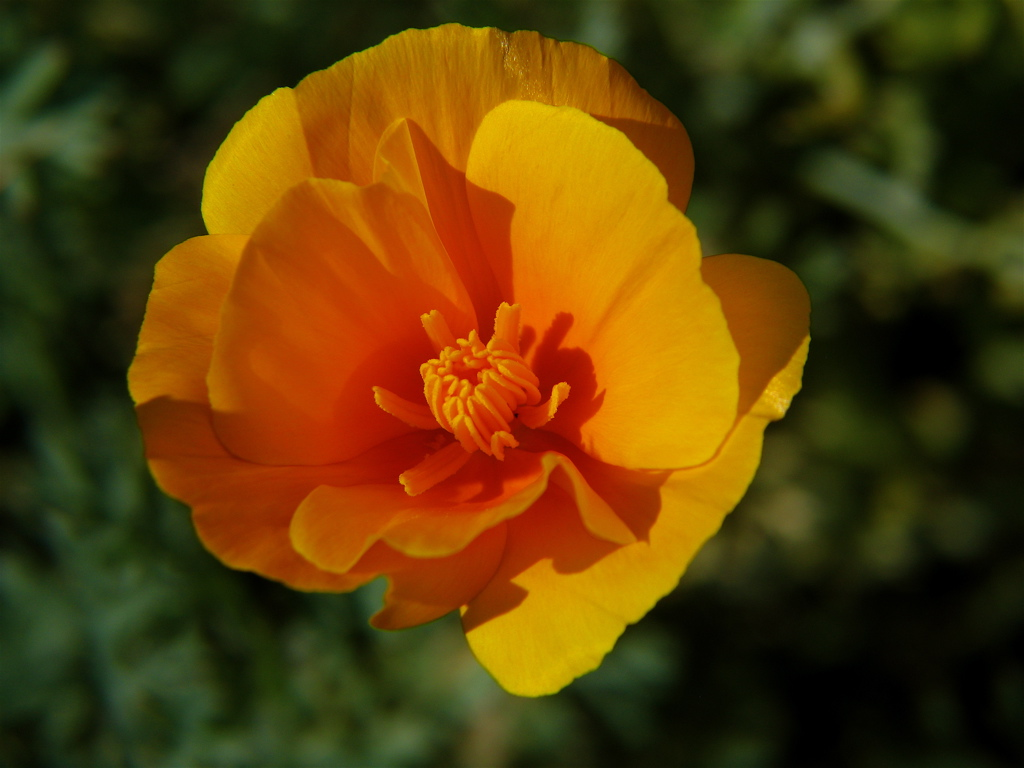